# Asia Insurance Building
El antiguo edificio de Asia Insurance (en chino: 前 亚洲 保险 大厦; pinyin: qián Yàzhōu Bǎoxiǎn dàshà) es un edificio de gran altura anteriormente destinado a uso comercial, situado en Finlayson Green cerca de Raffles Place, en el centro de la ciudad de Singapur. El Asia Insurance Building también fue conocido como el A.I. Building, pero fue renombrado a Ascott Raffles Place después de que el Ascott Group (una división de CapitaLand) completó su remodelación del edificio en una residencia de apartamentos con servicio en noviembre de 2008. 

## Historia

### Historia temprana
Antes de la construcción del Edificio Asia Insurance, el sitio fue ocupado por la Union Insurance of Canton. La compañía se trasladó a su propio edificio en Collyer Quay en 1924. Después de la reubicación, el sitio fue ocupado por la South British Insurance Company antes de que el edificio fue demolido para dar paso a la actual Asia Insurance Building. 
Terminado en 1954, el 19 de junio de 1953, el Comisionado General Malcolm MacDonald estableció la primera piedra del edificio Asia Insurance, el 19 de junio de 1953. Se inauguró oficialmente el 10 de diciembre de 1955. Con 20 pisos y altura de 87 metros, el Asia Insurance Building fue el más alto Construido en el sudeste asiático después de su terminación en 1954. En Singapur, fue la primera estructura que superó la reclamación del edificio Cathay para el edificio más alto de los años cincuenta. Sin embargo, con el desarrollo del distrito central de negocios donde se ubica el edificio, el Asia Insurance Building ha sido desde entonces empequeñecido por los rascacielos circundantes. 
Asia Insurance Building fue nombrado después de su ex ocupante homónimo, Asia Insurance, que es una empresa de Singapur incorporada el 11 de julio de 1923. 

### Adquisición
En julio de 2006, el Ascott Group, un operador propietario de una residencia de servicio internacional, adquirió el Asia Insurance Building por $ 109.5 millones. El edificio fue restaurado y convertido en apartamentos con servicios para viajeros de negocios. El nuevo Ascott Raffles Place será una residencia de apartamentos de 146 unidades que se inauguró en noviembre de 2008. Es la única propiedad de Ascott Group bajo su nombre de lujo "Ascott" en Singapur, con tarifas de S $ 500 a S $ 600 por noche. 

## Arquitectura
El antiguo Asia Insurance Building fue diseñado por uno de los arquitectos pioneros de Singapur, Ng Keng Siang. Ng fue miembro del Real Instituto de Arquitectos Británicos, y diseñó el edificio art déco después del Movimiento Moderno imperante. También exhibió un fuerte gusto por los estilos arquitectónicos eclécticos. Ng también había diseñado la Cámara de Comercio e Industria de Singapur en Hill Street y el Edificio Ngee Ann, que ha abierto el camino a Ngee Ann City en Orchard Road. 
The building has a L-shaped façade with rows of windows, and a concrete crown on its top. In 1955, to celebrate the coronation of Queen Elizabeth II of the United Kingdom, a colossal banner was put up on the building's façade, and lights were decked out on the crown.
Otros rasgos arquitectónicos distintivos incluyen una tolva de correo de latón donde el correo podría caerse en un punto alto y se recoge en un depósito central, una escalera de mosaico con barandilla de madera, un granito negro de cinco pies de camino alrededor del perímetro del edificio y dos Nero Portaro negro Columnas de granito en la parte delantera. Todas estas características, incluyendo la fachada del edificio y la corona, se conservarán a un costo de S $ 60 millones con el desarrollo de Ascott Raffles Place. La firma de diseño de hostelería Hirsch Bedner Associates está diseñando el interior de las suites.

## Medios de comunicación
El edificio fue presentado en la serie de televisión de Singapur 'Listen to our walls' en 2009 en el Canal 5. 